# Krogsbæk Ødekirkegård
Krogsbæk Ødekirkegård er en nedlagt kirkegård i Krogsbæk Sogn i Syddjurs Kommune. Antagelig i 1100-tallet opførtes på dette sted en landsbykirke, men stedet har sikkert i hedensk tid været en kultplads. Kirken blev opført i granit og bestod af skib og kor, men var uden tårn. Siden tilføjedes et våbenhus i munkesten. 
Kirken var imidlertid dårligt placeret, udenfor sognets byer. Da den omkring år 1900 var stærkt forfalden, valgte man at nedbryde den og opføre en ny kirke i sognets hovedby, Karlby. Den gamle kirkes tomt, nu kendt som Krogsbæk Ødekirkegård er stadig interessant. Klokkestabelen er bevaret, rejst på en gammel gravhøj. Ligeledes er kirkegårdsdiget med portal og nogle gravsten i behold.

## Galleri
- Rester af kirken ved Krogsbæk Ødekirkegård
- Rester af gravsten på Krogsbæk Ødekirkegård
- Klokkestabel ved Krogsbæk Ødekirkegård
- Klokkestabel ved Krogsbæk Ødekirkegård på gravhøj
- Stendiget ved Krogsbæk Ødekirkegård.